# ماجد بن عبد العزيز الدويش
الشيخ ماجد بن عبدالعزيز بن فيصل الدويش (1929 - 20 أغسطس 2013)، شيخ شمل قبائل مطير ومؤسس مدينة الشيحية بالصمان . تولى الشيخة بعد وفاة عمه الشيخ الحميدي بن فيصل الدويش عام 1983 ووصفته صحيفة الجزيرة السعودية «الفقيد, 

## أبنائه
أبناء الشيخ ماجد بن عبد العزيز، ترتيبًا من الأكبر إلى الأصغر، هم كتالي :
1. الشيخ بدر.
2. الشيخ عبد الله.
3. الشيخ سعود.
4. الشيخ خالد.
5. الشيخ نايف.
6. الشيخ هزاع.
7. الشيخ فيصل.
8. الشيخ سلطان.
9. الشيخ نواف.
10. الشيخ عبد العزيز.
11. الشيخ تركي.
12. الشيخ محمد.